# Mischmar haEmek
Mischmar haʿEmeq (hebräisch מִשְׁמַר הָעֵמֶק Mischmar haʿEmeq, deutsch ‚Wache des Tales‘) ist ein Kibbuz im nördlichen Israel. Da es in der westlichen Jesreelebene liegt, fällt es unter die Zuständigkeit des Megiddo-Regionalrats. 2018 hatte der Kibbuz 1255 Einwohner. Es wurde 1922 gegründet und hat als einziger Kibbuz noch die traditionellen sozialistischen Strukturen bewahrt. Fünf ehemalige Mitglieder der Knesset stammen von hier.

## Geschichte

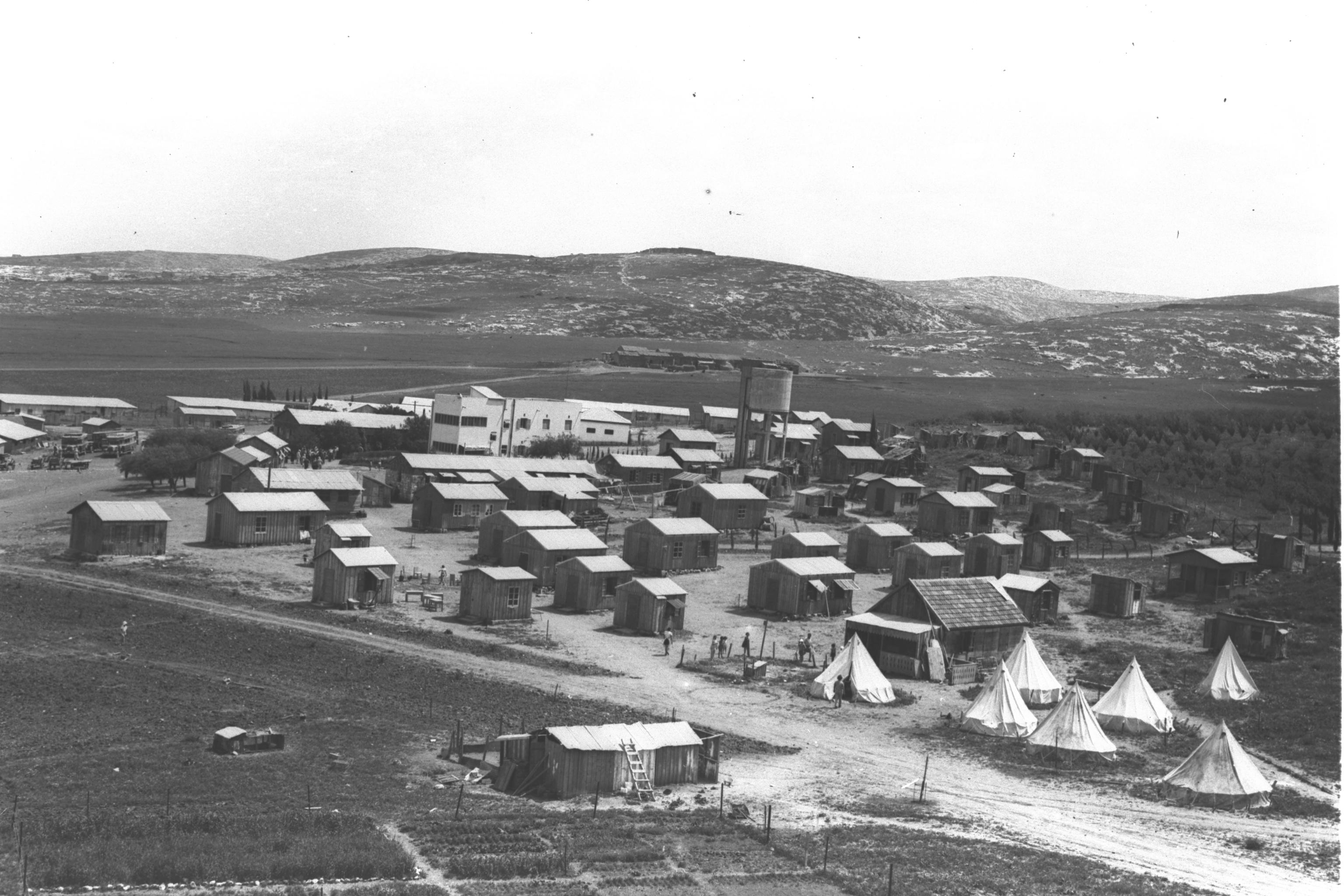
Mischmar haʿEmeq (1933)

1921 wurde der Kibbuz gegründet, und zwar von polnischen Juden der Bewegung HaSchomer haZaʿir. Sie nannten ihren Kibbuz zunächst „HaSchomer haZaʿir Beit“ (= „Junger Wächter B“). Später wurde gelegentlich symbolisch die Geburt des ersten Kindes einer Mitgliedsfamilie am 19. Januar 1922 in der American Zionist Medical Unit (AZMU), aus der das Hadassah Medical Center hervorging, als der „Geburtstag“ (= das Gründungsdatum) des Kibbuzes bezeichnet. 1925 bestand der Kibbuz aus 60 Männern und Frauen und sechs Kindern. Zu den Gründern gehörten unter anderen Zofia Poznańska und Leopold Trepper.
Für den Jüdischen Nationalfonds stand die Jesreelebene bei der Gründung neuer Ortschaften an erster Stelle, und so kamen viele neue Bewohner mit der Einwanderungswelle ab 1925 hierher. 1926 wurde der spätere israelische Politiker Jaʿaqov Chasan, eines der ersten Mitglieder der zionistischen Organisation Hechaluz, Mitglied des Kibbuz. Den heutigen Namen Mischmar haʿEmeq bekam der Kibbuz im November 1928.
Im August 1929 wurde der Kibbuz von Arabern angegriffen. Dieses Ereignis geschah im Rahmen von gewalttätigen Auseinandersetzungen zwischen Juden und Arabern in den damaligen jüdischen Siedlungsgebieten.
Im Herbst 1942 betrieb die britische Armee als Ausbildungslager genutzt. Vor dem Hintergrund britischer Befürchtungen eines weiteren Vorrückens der Achsenmächte wurden 160 Mitglieder der Hagana in Sabotage und an Fernzündern ausgebildet. Mehrere Tonnen Sprengstoff wurden im Gelände um Mischmar haʿEmeq für den Fall einer deutschen Besetzung versteckt. Im Mai 1944 fand in den Wäldern Mischmar haʿEmeqs die erste Versammlung des Palmachs, des stehenden Heeres der Hagana, statt.
Am 4. April 1948, gegen Ende des britischen Mandat, lieferten sich Einheiten von Arabischer Befreiungsarmee und Palmach die zehntägige Schlacht von Mischmar haʿEmeq. Die Palmach trug den sieg davon. In den Folgetagen wurden bis zum 15. April 1948, also einen Monat vor Israels Unabhängigkeit, die von nichtjüdischen Palästinensern bewohnten Dörfer in der Umgebung dem Erdboden gleichgemacht und die Bewohner vertrieben.

## Wirtschaft
Die Wirtschaft des Kibbuzes basiert hauptsächlich auf einer Plastikfabrik im Kibbuz mit mehreren zusätzlichen Niederlassungen in Israel. Der Kibbuz züchtet außerdem Hühner und verfügt über rund 7000 Dunam landwirtschaftlich nutzbare Fläche. Eine Informationstechnologiefirma aus Mischmar haʿEmeq betreibt das Datenbanksystem der Holocausterinnerungsstätte Yad Vashem.

## Persönlichkeiten
- Abba Chuschi (1898–1969), Bürgermeister von Haifa
- Mordechaj Bentov (1900–1985), Minister und Unterzeichner der Unabhängigkeitserklärung Israels 1948
- Jaʿaqov Chasan (1899–1992), Mitglied der Knesset
- Amnon Linn (1924–2016), Mitglied der Knesset
- Hillel Omer (1926–1990), Schriftsteller
- Emry Ron (1926–2013), Mitglied der Knesset
- Mosche Schamir (1921–2004), Schriftsteller
- Mordechai Schenhavi, einer der Gründer von HaSchomer haZaʿir
- Adin Talbar (1921–2013), Sportler, Sportfunktionär und Gründer der israelischen Academic Sports Association
- Emma Talmi (1905–2004), Mitglied der Knesset